# Barry Douglas
Barry Douglas (Belfast, 23 april 1960) is een Brits (Noord-Iers) pianist en dirigent.

## Carrière
Terwijl hij opgroeide studeerde Barry Douglas piano, cello, klarinet en orgel. Op zijn zestiende kreeg hij les van Felicitas LeWinter, die op haar beurt een leerling was van Emil von Sauer. In Londen studeerde hij vier jaar bij John Barstow en kreeg privéles van Maria Curcio, een leerling van Artur Schnabel. Daarna studeerde hij bij de Russische pianist Yevgeny Malinin in Parijs. Zijn platendebuut was een opname van Moessorgski’s Schilderijententoonstelling in de pianoversie.
Hij won in 1986 de gouden medaille op het Internationaal Tsjaikovski-concours, de eerste niet-Russische pianist sinds Van Cliburn in 1958. Eerder, in 1985, won hij de bronzen medaille bij de Van Cliburn International Piano Competition in Texas en de eerste prijs van de Paloma O'Shea wedstrijd in Santander Cantabrië in Spanje.
Barry Douglas ontving de OBE in 2002 vanwege zijn verdiensten voor de muziek. Ook ontving hij een Fellowship van het Royal College of Music, waar hij 'Visiting Prince Consort Professor of Piano' is. Hij ontving een eredoctoraat aan de Queens University Belfast en aan de Nationale Universiteit van Ierland. 
Hij is artistiek directeur van het International Piano Festival in Manchester en van het Clandeboye Festival in Clandeboye, County Down in Ierland. Hij verlegt zijn aandacht steeds meer naar het dirigeren. Hij richtte in 1998 het kamerorkest Camerata Ireland op. Mary McAleese, de vroegere president van Ierland, is hiervan de beschermvrouw, evenals eertijds koningin Elizabeth II. Douglas voerde met dit orkest werken uit van Beethoven, Mozart en  Schubert, en maakte daarvan ook opnamen. Daarbij is Douglas zowel solist als dirigent, bijvoorbeeld in de vijf pianoconcerten en het Tripelconcert van Beethoven.